# Aedimorphus natronius
Aedimorphus natronius is een muggensoort uit de familie van de steekmuggen (Culicidae). De wetenschappelijke naam van de soort is voor het eerst geldig gepubliceerd in 1932 door Edwards.